# Хиперпаратироидизам
Хиперпаратироидизам (ХПТ) је ендокрини поремећај узрокован повећања нивоа паратироидног хормона  у крви. Хиперпаратироидизам може бити примарни (узрок израслина или увећана жлезда) или секундарни (узрокован болешћу бубрега или ниским нивоом калцијума). У ХПТ једна или више паратироидних жлезда је преактивна и ослобађа (лучи) превише паратироидног хормона (ПТХ) . Ово може изазвати хиперкалцемију или висок ниво калцијума у крви. У 80% случајева примарни хиперпаратиреоидизам је последица бенигног тумора познатог као аденом паратироидне жлезде. Веома ретко ХПТ може бити последица рака паратироидне жлезде. Секундарни хиперпаратироидизам се обично јавља због недостатка витамина Д, хроничне болести бубрега или других узрока ниског нивоа калцијума у крви.
Код дуготрајног хиперпаратироидизма, најчешћи симптом је камен у бубрегу. Остали симптоми могу укључивати бол у костима, слабост, депресију, конфузију и појачано мокрење. И примарни и секундарни ХПТ могу довести до остеопорозе (слабљења костију).
Дијагноза примарног хиперпаратироидизма поставља се налазом повишеног калцијума и ПТХ у крви.
Третмани укључују операцију, лекове и промену начина живота. Примарни хиперпаратироидизам се може излечити само уклањањем аденома или прекомерно активних паратиреоидних жлезда. Код асимптоматских пацијената који имају благо повишен ниво калцијума у крви, са иначе нормалном функцијом  бубрега и нормалном густином костију, праћење може бити све што је потребно. Лек цинакалцет се такође може користити за смањење нивоа ПТХ код оних који не могу да имају операцију иако то није лек. Код пацијената са веома високим нивоом калцијума у крви, лечење може укључивати велике количине интравенозног нормалног физиолошког раствора. Низак ниво витамина Д треба кориговати код оних са секундарним хиперпаратироидизмом, али низак витамин Д пре операције је контроверзан за оне са примарним хиперпаратироидизмом. Низак ниво витамина Д треба кориговати након паратироидектомије.

## Опште информације
Лјудски организам има два пара паратироидних жлезда (укупно четири) које се анатомски налазе на врату. Њихов посао је да осигурају довољно калцијума у крви и смањују ниво фосфата у крви. Паратироидне жлезде луче паратиреоидни хормон (ПТХ) за слање сигнала до:
- Костију, како би се из њих ослобађао калцијум и фосфат.
- Бубрега, како би се из њих реапсорбовао (задржавао) калцијум и излучивали фосфати преко   мокраће.

Под утицајем овог хормона бубрези шаљу активни витамин Д у црева, и сигнализирају им да апсорбује калцијум. Витамин Д такође шаље сигнал паратироидним жлездама, и информишу их када тело има довољно калцијума и да треба да престану да ослобађају ПТХ.
Када паратироидне жлезде производе више него довољно ПТХ, кости могу изгубити превише калцијума, чинећи их танким и крхким. Вишак калцијум се такође може накупити у бубрезима, крвним судовима, срцу и другим деловима тела.

## Врсте хиперпаратироидизма
Типови хиперпаратироидизма укључују:

### Примарни хиперпаратироидизам
Код примарног хиперпаратироидизма, раст или повећање једне или више паратироидних жлезда узрокује да оне производе превише ПТХ. У овом облику паратироидне жлезде  такође не реагују на сигнале из тела који им говоре да престану да производе ПТХ.

### Секундарни хиперпаратироидизам
У овом стањетању које узрокује висок ниво фосфата, низак ниво витамина Д или низак ниво калцијума, паратироидне жлезде  производе више ПТХ да би покушале да повећају ниво калцијума и снизе нивое фосфата. Овај облик ХПТ најчешћи је код људи са хроничном болешћу бубрега (ХББ).

### Терцијарни хиперпаратироидизам
Терцијарни хиперпаратироидизам се дешава ако дуготрајни секундарни хиперпаратиреоидизам не реагује на лечење. У овом облику ХПТ паратироидне жлезде постају увећане (хиперплазија) и континуирано производе ПТХ.

## Клиничка слика
Како хиперпаратироидизам индивидуално утиче на болеснике, неки немају симптоме или имају благе симптоме, док други имају тежи облик клиничке слике.
Симптоми се понекад не односе на ниво калцијума у крви, па тако неки људи са благо повишеним нивоом калцијума могу имати симптоме, док други са високим нивоом калцијума могу имати слабо изражене симптома или их уопште немају. Због такве клиничке слике дијагноза може бити пропуштена или одложена јер нема симптома или су они нејасни, попут осећаја умора и често се сматра да су узрокована другим стањем.
Могући знаци хиперпаратироидизма укључују:
- депресију
- умор
- осећај жеђи и много мокрења
- осећате мучнине
- губитак апетита
- слабост мишића
- затвор
- бол у стомаку
- губитак концентрације
- благу збуњеност

### Симптоми хиперкалцемије
Ако се хиперпаратироидизам не лечи, може довести до високог нивоа калцијума у крви (хиперкалцемије), што може изазвати:
- повраћање,
- поспаност,
- дехидрацију,
- збуњеност,
- мишићне грчеве,
- бол или осетљивост костију,,
- бол у зглобовима,
- неправилан рад срца,
- висок крвни притисак (хипертензија),

Хиперкалцемија такође може изазвати друге компликације, укључујући:
- остеопороза и преломи костију
- камење у бубрегу и блокада, као и оштећење или отказивање бубрега
- чир на желуцу (чир на желуцу или пептички чир)
- панкреатитис (запаљење панкреаса)

У веома тешким случајевима хиперпаратироидизма, високи нивои калцијума могу довести до брзог отказивања бубрега, губитка свести, коме или озбиљних абнормалности срчаног ритма опасних по живот.